# ナノカー

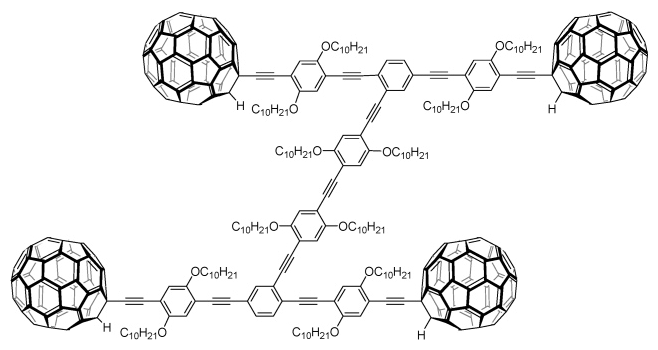
ナノカーの構造式

ナノカー（英語：nanocar）は、アメリカ合衆国テキサス州のライス大学でジェームス・ツアー教授の研究グループにより開発された分子。

## 概要
髪の毛の太さの約2万分の1の大きさで形が車に似ている事から「ナノカー」と命名された。
シャーシと車軸は、主にベンゼン環とアセチレン結合からなり、薗頭反応により組み立てられる。車輪部分には4個のフラーレン C60 、もしくは p-カルボラン C2B10が用いられる。車軸に含まれる炭素-炭素の単結合は回転が可能なので、車輪が回転して動くことが期待された分子設計である。このナノカーは金表面上をまっすぐに動くことがSTMにより観察されている。シャーシの部分に人工分子モーターやアゾベンゼンの構造を導入し、光や熱で動力を与える試みも行われている。
ナノカーを合成したベルナルト・L・フェリンハはジャン＝ピエール・ソヴァージュ、フレイザー・ストッダートと共に、2016年ノーベル化学賞を受賞した。

## ナノカーレース
フランス南西部のトゥールーズにあるフランス国立科学研究センターで2017年4月28日から29日にかけてナノカーレースが開催される。
金基板表面のうねりをコースとして利用し、100ナノメートルを38時間以内に走破する時間を競うナノカーレースには6カ国から6チームが参戦するレースで28-29日の競技に出場するのは4チームのみと主催者は発表している。日本からは物質・材料研究機構のチームが参戦する。